# Areia Branca (ort i Brasilien, Sergipe, Areia Branca, lat -10,76, long -37,32)
Areia Branca är en ort i Brasilien.   Den ligger i kommunen Areia Branca och delstaten Sergipe, i den östra delen av landet, 1 300 km öster om huvudstaden Brasília. Areia Branca ligger 163 meter över havet och antalet invånare är 7 414.
Terrängen runt Areia Branca är platt åt sydost, men åt nordväst är den kuperad. Terrängen runt Areia Branca sluttar österut. Närmaste större samhälle är Itabaiana, 14,5 km nordväst om Areia Branca.
Omgivningarna runt Areia Branca är en mosaik av jordbruksmark och naturlig växtlighet. Runt Areia Branca är det tätbefolkat, med 790 invånare per kvadratkilometer.